# Кадырбеков, Айтыкен
Айтыкен Кадырбеков (1909 — 26.12.1941) — народный комиссар зерновых и животноводческих совхозов Казахской ССР (октябрь 1939 — декабрь 1941).

## Биография
Родился в ауле № 19 Баян-Аульской волости Павлодарского уезда Семипалатинской области в семье сапожника.
Образование: учился в начальной школе в Семипалатинске (1925—1927), на курсах губстрахкассы (1927), окончил два курса Боровского лесного техникума (1927—1929) и 6-месячные курсы переподготовки при Центральной Профсоюзной школе ВЦСПС, Москва (1931).
Член ВКП(б) с мая 1939 года.
Послужной список:
- 1929 старший рабочий железной дороги Акмолинск-Боровое;
- 1929—1930 инструктор Павлодарского окружного комитета сельского хозяйства и лесных работ;
- 1931—1931 председатель рабочкома Экибастузского молочно-мясного совхоза;
- 1931—1933 служба в РККА, рядовой 49-го кавалерийского полка, г. Тульчин Украинской ССР;
- 1933—1938 зав. отделом культуры, зав. орготделом ЦК Союза работников молочно-мясных совхозов Казахской ССР;
- 1938—1939 директор Биен-Аксуйского овцесовхоза Алма-Атинской области;
- июнь-октябрь 1939 1-й зам. наркома совхозов Казахской ССР;
- октябрь 1939 — декабрь 1941 нарком совхозов КазССР.

Награждён знаком «15 лет КССР».
Погиб в авиакатастрофе 26 декабря 1941 года. Вместе с ним погибло ещё 25 человек, в числе которых заместитель председателя Совнаркома Казахской ССР И. Климентьев, секретарь ЦК КП (б) Казахстана Г. Бузурбаев, секретарь Президиума Верховного Совета КазССР К. Байманов, заместитель наркома мясомолочной промышленности Е. Нечай, народный комиссар автотранспорта Д. Попов.
Самолет Г-2 (1939 года выпуска) вылетел из Алма-Аты в 11.24 и через две минуты потерял управление и разбился в 6 километрах от посёлка Дмитриевка (сейчас это с. Байсерке Алматинской области. Летевшие на нём высокопоставленные лица направлялись в командировку в Акмолинскую и Костанайскую области. Все они были похоронены на Центральном кладбище Алма-Аты. Причиной аварии стала ошибка неопытных пилотов в условиях сильного тумана.